# Jedermann
Jedermann é um filme austríaco de 1961, do gênero drama, dirigido por Gottfried Reinhardt, com roteiro de Hugo von Hofmannsthal baseado em sua peça homônima.
Foi selecionado como representante da Áustria à edição do Oscar 1962, organizada pela Academia de Artes e Ciências Cinematográficas.

## Elenco
- Walther Reyer - Jedermann
- Ellen Schwiers - Buhlschaft
- Paula Wessely - Glaube
- Sonja Sutter - Gute Werke
- Kurt Heintel - Der Tod
- Paul Dahlke - Mammon
- Ewald Balser - Die Stimme des Herrn
- Heinrich Schweiger - Der Teufel
- Alma Seidler - Jedermanns Mutter